# Tiddington
Tiddington är en by i civil parish Tiddington-with-Albury, i distriktet South Oxfordshire, i grevskapet Oxfordshire, i England. Byn är belägen 6 km från Thame. Tiddington var en civil parish 1866–1932 när blev den en del av Tiddington with Albury. Civil parish hade 163 invånare år 1931. Byn nämndes i Domedagsboken (Domesday Book) år 1086, och kallades då Titendone.